# Burza (Schiff)
Die ORP Burza war ein Zerstörer der polnischen Marine im Zweiten Weltkrieg und danach bis 1960.
Die Burza wurde zwischen 1927 und 1932 in Frankreich gebaut und gehörte der Wicher-Klasse an. Das Kriegsschiff wurde noch vor dem Kriegsbeginn im Rahmen der Operation Peking nach Großbritannien evakuiert und nahm im Dienste der polnischen Exilregierung an diversen Operationen der Alliierten teil.

## Vorgeschichte und Bau
Das Schiff wurde von der Werft Chantiers Navals Français in Caen ab 1927 infolge eines Gegengeschäftes gebaut. Die polnische Regierung brauchte einen französischen Kredit, den sie nur erhalten sollte, wenn sie im Gegenzug der Werft einen Rüstungsauftrag erteilte. Deshalb wurden die ursprünglichen Planungen zum Bau von neun U-Booten auf die drei Boote der Wilk-Klasse gekürzt und dafür zwei Zerstörer bestellt.
Die Dampfturbinen wurden von Ateliers et Chantiers de la Loire in Saint-Nazaire gebaut, während die Bewaffnung vom französischen Marinearsenal in Cherbourg bereitgestellt wurde. Obwohl der Zerstörer schon am 16. April 1929 vom Stapel lief, dauerte es noch drei Jahre, bis die polnische Marine das Schiff am 10. Juli 1932 im Hafen von Cherbourg unter dem Namen Burza in Dienst stellte. Der Name bedeutet „Gewitter“ und geht auf die französische Tradition zurück, Kriegsschiffe nach Wetterphänomenen zu benennen. Die Baukosten für die beiden Zerstörer betrugen 22 Mio. Złoty.

## Einsatzgeschichte

### 1932 bis September 1939
Nach sechs Jahren Bauzeit traf der Zerstörer am 19. August 1932 in Gdingen ein. Schon nach wenigen Tagen verließ Burza den Hafen wieder, um zwischen dem 24. und dem 29. August 1932 gemeinsam mit dem Schwesterschiff Wicher und U-Booten Stockholm im Rahmen eines Flottenbesuches anzulaufen. In den folgenden Jahren nahm der Zerstörer an mehreren Flottenbesuchen teil. So wurden 1934 Leningrad und Kopenhagen besucht. 1935 gab es Besuche in Helsinki und Reval.
Die Burza wurde 1937 zu Krönungsparade für Georg VI. nach Spithead entsandt. Im selben Jahr wurde die taktische Kennung „B“ wie bei den anderen polnischen Schiffen entfernt. Im April 1939 eskortierte die Burza das in den Niederlanden „entführte“ U-Boot Sęp nach Polen.

### Ab September 1939
Aufgrund der erdrückenden Überlegenheit der deutschen Kriegsmarine (→ Kräfteverhältnis zu Beginn des Krieges) wurde schon lange vor Kriegsbeginn am 1. September 1939 geplant, die großen polnischen Überwassereinheiten nach Großbritannien zu evakuieren. Die Burza nahm an dieser als Operation Peking bezeichneten Aktion teil und lief am 29. August gemeinsam mit den Zerstörern Błyskawica und Grom aus. Am 1. September trafen die drei polnischen Schiffe in der Nordsee auf die britischen Zerstörer Wanderer und Wallace, die den polnischen Verband nach Leith in Schottland eskortierten. In der folgenden Nacht fuhren die drei polnischen Zerstörer vorerst nach Rosyth. Die Basis der Schiffe war bis April 1940 Harwich.
Am 21. November 1939 lief der polnische Verband gemeinsam mit dem britischen Zerstörer Gipsy zur Patrouille aus. Der britische Zerstörer lief auf eine deutsche Seemine und sank. Die polnischen Schiffe retteten die Überlebenden und setzten die Patrouille fort.

### 1940
Am 22. März eskortierte die Burza gemeinsam mit der Błyskawica drei französische U-Boote und ihren Versorger Jules Vernes von Brest nach Harwich.
Am 4. April wurden die drei polnischen Zerstörer nach ihrer neuen Basis Rosyth verlegt, verließen diese aber umgehend, um gemeinsam mit den britischen Leichten Kreuzern Arethusa, Galatea und drei Zerstörern vor die norwegische Küste zu laufen. Ziel der Operation war, gegen die bevorstehende deutsche Invasion in Nordeuropa vorzugehen.
Am 9. April begann die deutsche Operation Weserübung, die Invasion in Norwegen und Dänemark. Die drei polnischen Zerstörer erhielten den Auftrag, gemeinsam mit dem britischen Zerstörer Tartar den Geleitzug HN 24, der aus 31 Handelsschiffen bestand, zu eskortieren. Die Schiffe flüchteten aus Norwegen, einige waren mit dem norwegischen Goldschatz beladen. Der Konvoi erreichte Großbritannien ohne Verluste.
Am 12. April erreichten Burza, Grom und Błyskawica die Basis in Rosyth, wurden aufgetankt und fuhren sofort weiter nach Scapa Flow, das sie am 19. April in Richtung Narvik verließen. Während der Überfahrt wurde die Burza durch einen Sturm beschädigt und zur Umkehr gezwungen.
Ab dem 26. April eskortierte die Burza gemeinsam mit dem britischen Zerstörer Grafton einen kleinen Konvoi aus zwei Transportern und einem Tanker zu einer alliierten Basis im Skjelfjord in Norwegen. Am 30. April lief der britische Tanker Boardale (8.400 BRT) im Asanfjord auf einen Felsen auf und wurde aufgegeben. Die Burza rettete die Besatzung des Tankers. Am nächsten Tag lief der Zerstörer in Harstad ein und beteiligte sich an der Luftabwehr dieses Hafens. Am 5. Mai übernahm die Burza den Luftschutz mehrerer Handelsschiffe vor Skaaland. Insgesamt elf deutsche Luftangriffe folgten. Am 7. Mai wurde eine Aufklärungsmission im Gebiet von Bjerkvik durchgeführt. An Bord der Burza waren der Kommandant der französischen 1re division légère de chasseurs General Marie Émile Antoine Béthouart und sein Stab. Die Stadt war für eine alliierte Landung vorgesehen. Am 8. Mai gab es sechs schwere deutsche Luftangriffe auf Harstad. Die Burza beteiligte sich an der Luftabwehr. Zwei Bomben explodierten in der Nähe des Zerstörers, richteten aber keinen Schaden an. Etwas später konnte die Burza die Besatzung eines abgeschossenen britischen Flugzeuges retten. Am 10. Mai verließen Burza und Błyskawica die norwegischen Gewässer in Richtung Scapa Flow.
Zwei Wochen später, am 24. Mai, erhielt die Burza den Auftrag, gemeinsam mit den britischen Zerstörern Vimiera und Wessex deutsche Stellungen westlich von Calais zu beschießen. 16.20 Uhr begann der Angriff, der zehn Minuten später durch einen Luftangriff mit 27 Flugzeugen beantwortet wurde. Die Flugzeuge konnten die Wessex versenken, während der Vimiera die Flucht gelang. Die deutschen Flugzeuge konnten nun ihre Angriffe auf den verbliebenen polnischen Zerstörer konzentrieren und diesen schwer beschädigen. Die 40-mm-Flak wurde getroffen und unbrauchbar, mehrere Bomben explodierten in der Nähe des Rumpfes, und die Druckwelle richtete Schäden an den Kesseln an, was zu einer verringerten Fahrtgeschwindigkeit führte. Kommandant Fracki ließ sämtliche Torpedos und Wasserbomben abwerfen, um Sekundärexplosionen zu vermeiden, was eine richtige Entscheidung war, denn kurz darauf wurde das Schiff von zwei Bomben getroffen. Den Angreifern ging die Munition aus, und sie mussten abbrechen. Es gelang der Besatzung, die Lecks zu versiegeln und die Burza nach Dover zu bringen. Während der Kämpfe wurde auch ein deutsches Flugzeug abgeschossen.
Am 30. August lief der Zerstörer gemeinsam mit der Błyskawica aus, um einen Konvoi in die USA zu eskortieren. Die Burza musste aber wegen einer Havarie bald umkehren.
Am 10. Oktober begleiteten die britischen Kreuzer Newcastle und Emerald, die britischen Zerstörer Broke und Wanderer gemeinsam mit der Burza und dem polnischen Zerstörer Garland das britische Schlachtschiff Revenge bei einem Artillerieangriff auf Cherbourg.
Am 26. Oktober nahm Burza an einer Rettungsmission teil. Der kanadische Truppentransporter Empress of Britain der Canadian Pacific Steamship Company war am Vormittag vor der irischen Westküste von einem deutschen FW-200-Condor-Fernbomber schwer beschädigt worden. Der Zerstörer konnte 254 Mann aufnehmen. Der Transporter wurde am 28. Oktober von dem deutschen U-Boot U 32 mit Torpedos versenkt.
Am 16. November kollidierte die Burza in dichtem Nebel mit dem britischen U-Jagd-Trawler Arsenal. Der Zerstörer erlitt Schäden am Bug, der Trawler sank.

### 1941
Nach umfangreichen Reparaturen und Umbaumaßnahmen eskortierte der Zerstörer ab dem 30. Juli einen Konvoi von Greenock nach Hvalfjord in Island, das am 30. August erreicht wurde.
Am 8. September kam es zu einem erneuten Unfall, als die Burza vor Milford Haven mit dem Patrouillenboot Rosemary kollidierte. Danach fuhr das Schiff am 11. September für eine einwöchige Reparatur nach Glasgow.

### 1942
Ab dem 3. Februar wurde die Burza in Glasgow generalüberholt und modernisiert.
Ab dem 3. Dezember war das Schiff Mitglied der Geleitgruppe B 6, die den Geleitzug HX 217 eskortierte. Kommandant der Geleitgruppe war Ralph Heathcote, sein Flaggschiff war der britische Zerstörer Fame. Am 7. Dezember wurde der Geleitzug von deutschen U-Booten angegriffen. Die Burza griff ein U-Boot mit Wasserbomben an. Das zweite wurde über Wasser entdeckt, mit Torpedos und anschließend mit Wasserbomben angegriffen. Alle Angriffe waren wahrscheinlich erfolglos. Am 9. Dezember wurde ein deutsches U-Boot in etwa 1.000 Metern Entfernung entdeckt. Burza versuchte, das U-Boot zu rammen. Das U-Boot konnte abtauchen. Anschließend wurden zehn Wasserbomben geworfen. Am 14. Dezember erreichte der Konvoi sein Ziel in England. Ab dem 20. Dezember eskortierte die Geleitgruppe einen Konvoi nach St. John’s in Kanada, was am 31. Dezember erreicht wurde.

### 1943
Zwischen dem 11. Januar und dem 27. Januar wurde der Konvoi SC 116 von Kanada nach Greenock eskortiert.
Am 21. Februar wurde die Burza der unter dem Kommando von Cdr. Paul Heineman stehenden Geleitgruppe A 3 zugeteilt. Auftrag war der Schutz des Geleitzuges ON 166 nach Kanada. Am 22. Februar versenkte der polnische Zerstörer gemeinsam mit der Campbell von der US Coast Guard das deutsche U-Boot U 606 vom Typ VII C bei der Position 47° 44′ N, 33° 43′ W. Das getauchte U-Boot wurde in der Nacht von Burza entdeckt und mit 20 Wasserbomben angegriffen, beschädigt, zum Auftauchen gezwungen und danach mit Flak beschossen. Das Boot tauchte erneut, und der Kontakt ging vorerst verloren. Kurz danach wurde das erneut aufgetauchte U-Boot von Campbell gesichtet, mit Bordgeschützen beschossen und gerammt. Sowohl U 606 als auch Campbell wurden bei der Kollision schwer beschädigt, weshalb der Kommandant des US-Schiffes, James Hirshfield, um Unterstützung bat, die vom polnischen Zerstörer gewährt wurde. Burza konnte sieben Überlebende des U-Bootes aufnehmen und begleitete noch einige Zeit das angeschlagene US-Schiff. Am 22. Februar versenkte der Zerstörer den schwer beschädigten norwegischen Walfänger ON.T. Nielsen-Alonso. Die zur Neige gehenden Treibstoffvorräte zwangen Burza, auf kürzestem Weg nach Saint John’s zu laufen, das am 27. Februar mit nur noch 2,5 Tonnen Treibstoffreserve erreicht wurde.

### 1944 bis 1977
Nach den Einsätzen im Nordatlantik wurde Burza 1944 in die Reserve versetzt und als Schulschiff genutzt.
1945 diente sie polnischen U-Booten als Versorger. 1946 wurde der Zerstörer von der Royal Navy übernommen.
Im Juli 1951 kehrte Burza nach Polen zurück. Das Schiff wurde gründlich überholt, modernisiert, mit sowjetischen Waffen ausgestattet und 1955 erneut in Dienst der polnischen Marine gestellt.
Am 28. Juni 1960 wurde die Burza außer Dienst gestellt und im Präsidentenbassin an der Südmole in Gdingen als Museumsschiff ausgestellt. 1977 wurde der Zerstörer verschrottet. Seinen Platz als Museumsschiff nahm die Błyskawica ein.

## Kommandanten bis 1946
| Zeitraum                               | Kommandant                                             |
| -------------------------------------- | ------------------------------------------------------ |
| 10. August 1932 – 14. September 1933   | komandor Bolesław Sokołowski                           |
| 14. September 1933 – 31. Dezember 1935 | komandor podporucznik M. Majewski                      |
| 31. Dezember 1935 – 31. Dezember 1937  | komandor podporucznik Włodzimierz Kodrębski            |
| 31. Dezember 1937 – 16. Februar 1940   | komandor podporucznik Stanisław Nahorski               |
| ? – 30. November 1940                  | komandor podporucznik Antoni Doroszkowski              |
| 30. November 1940 – 22. Januar 1941    | kapitan marynarki Jan Tchórznicki (zeitweilig)         |
| 27. Januar 1941 – 14. März 1942        | komandor podporucznik Zbigniew Wojciechowski           |
| 6. August 1942 – 26. Juni 1944         | kapitan marynarki Franciszek Pitułko                   |
| 1944                                   | porucznik marynarki Stanisław Kinka (zeitweilig)       |
| 1944                                   | porucznik marynarki Przemysław Wesołowski (zeitweilig) |
| 21. August 1944 – 15. November 1944    | komandor podporucznik Wacław Trzebiński                |
| 15. November 1944 – Juni 1945          | kapitan marynarki K. Sawicz-Korsak                     |